# Министерство сельского хозяйства Либерии
Министерство сельского хозяйства Либерии отвечает за надзор за агрономией, животноводством и другими отраслями сельского хозяйства, за экономическую организацию сельского хозяйства и пищевой промышленности, а также национальную продовольственную безопасность. Работа Министерства разделена на секторы животноводства, сельскохозяйственных химикатов и производства новых культур. Нынешним министром сельского хозяйства является Дж. Крис Toe. Главные офисы министерства находятся в Монровии.